# Batalla d'Atlixco
La batalla d'Atlixco va tenir lloc el 4 de maig de 1862 als voltants de l'anomenada Hacienda de las Traperas d'Atlixco, a l'estat mexicà de Puebla. S'hi van enfrontar l'exèrcit mexicà de la república, al comandament dels generals Antonio Carvajal i Tomás O'Horan, i les tropes al servei del Segon Imperi Mexicà comandades pel general José María Cobos i Leonardo Márquez, formades per soldats conservadors mexicans enviats com a reforç per a la batalla de Puebla, durant la intervenció francesa a Mèxic. La batalla va acabar amb una victòria republicana.

## Conseqüències
El grup conservador de Márquez no va poder aconseguir el seu objectiu d'auxiliar les tropes franceses de Charles de Lorencez a la batalla de Puebla.